# 神奈川大学体育会山岳部
神奈川大学体育会山岳部（かながわだいがくたいいくかいさんがくぶ、kanagawa University Alpine Club）は、神奈川大学体育会に所属する登山部。2000年に『夢抱き・夢育み・夢実現』という言葉を掲げてセブンサミッツ計画を進行。2009年にOB会と共にヴィンソン・マシフ峰登頂により七大陸最高峰を踏破し、世界で初の単一大学による七大陸最高峰踏破（セブンサミッツ）を達成。。スポーツクライミング競技にも参戦している。2018年にはボルダリング世界選手権優勝者を輩出。

## 歴史
神奈川大学山岳部の歴史は横浜専門学校時代の1929年～1930年に始まる。アルパイン・クライミング部門は2003年から2009年まで山岳部およびOB会：学士山岳会がセブンサミッツ計画を進行、達成。現在、山岳部創設100年に向けてグレートサミッツ&ジャイアンツ、略してG&G計画（世界の美しい山々、グレートサミッツと呼ばれる10峰(世界の名峰グレートサミッツ参照)とヒマラヤ・カラコラムの山脈に連なるジャイアンツと呼ばれる8000ｍ峰すべて(14座)(ジャイアンツ＝8000メートル峰参照)を登頂するプラン）を企画している、スポーツクライミング部門は世界選手権等で成績を残している（後述）。

## アルパイン部門

### セブンサミッツ計画
- 2003年 アコンカグア遠征
- 2004年夏 エルブルース遠征
- 2004年秋 コジウスコ遠征
- 2005年 アフリカ大陸キリマンジャロ・ケニヤ峰遠征
- 2006年 北米最高峰アラスカ・デナリ（マッキンリー）遠征
- 2009年  世界最高峰チョモランマ（エベレスト・サガルマータ）の登頂に成功
- 2009年12月21日 南極大陸最高峰ビンソン・マシフ峰登頂、世界七大陸の最高峰踏破[5]

### グレートサミッツ&ジャイアンツ（略G&G）計画
- 2011年7月マレーシアキナバル山登頂、島崎僚慈隊員等[6]
- 2011年8月モンブラン
- 2011年8月マッターホルン
- 2017年6月ロシアコーカサス山脈エルブルース登頂
- 2018年マナスル遠征-9月8日OB小松廣美副監督ネパールカトマンズ近郊でヘリコプター墜落事故死去、9月28日畠山政大隊員が登頂達成[7][8]

## スポーツクライミング競技（クライミング部門）
セブンサミッツ成功報酬として高さ12mのクライミングウォールを大学が建設、それと同時にこのクライミング部門が考案され、2013年設立に至った。
歴史としてはアルパイン部門と比べ短いが実力の有る選手をスカウトしており、戦績は良好。
毎年最大2名まで取っており、推薦等で入学してきている。
1期生
　山内　誠、安田あとり
2期生
　飯田　譲、野村真一郎
3期生
　緒方良行
4期生
　原田　海（中退）、山内　響
5期生
　河上絋輝
6期生
　田中修太、中嶋大智
7期生
　番匠大地

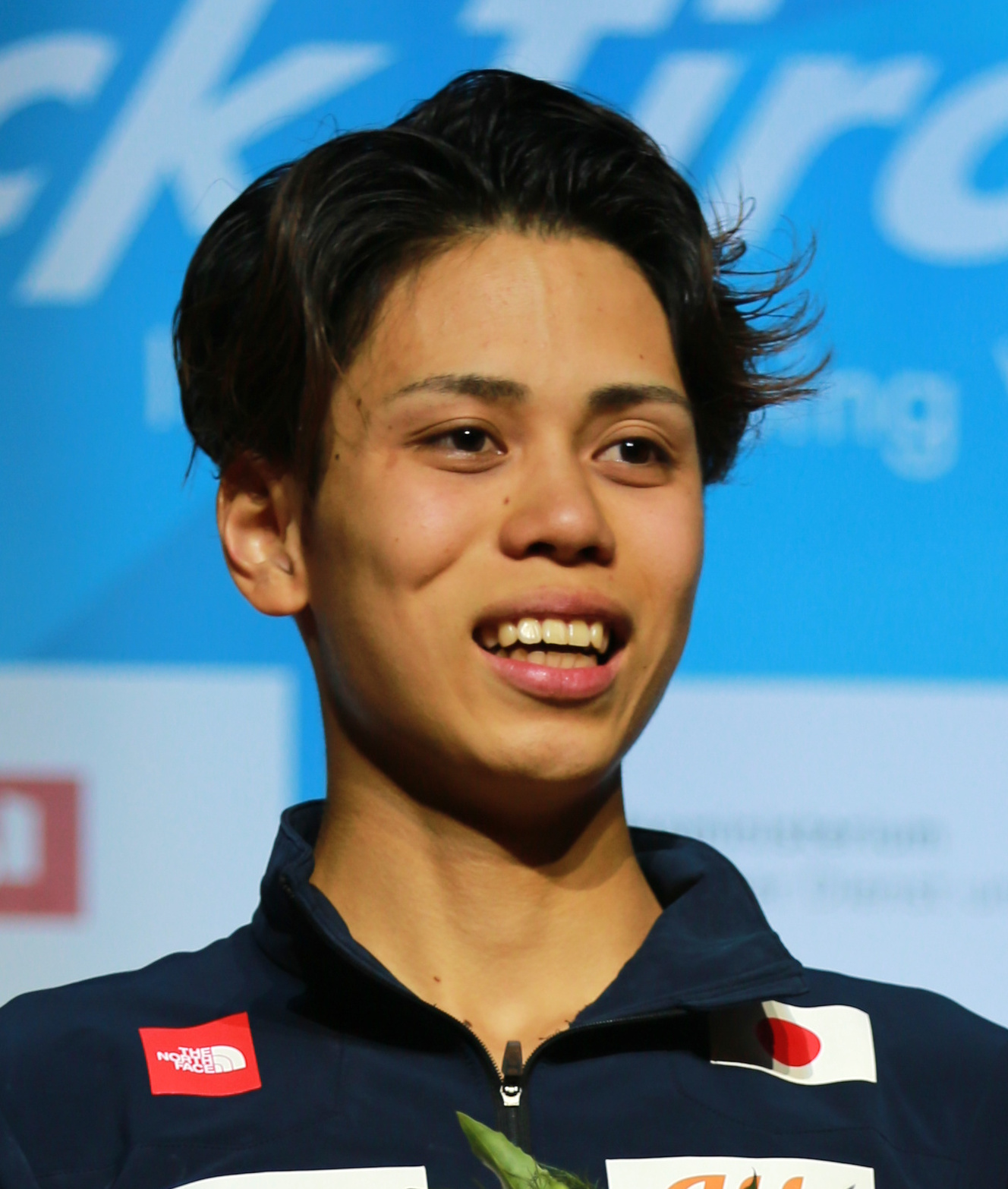
2018年オーストリアインスブルック「IFSC クライミング・世界選手権ボルダリング優勝　原田海

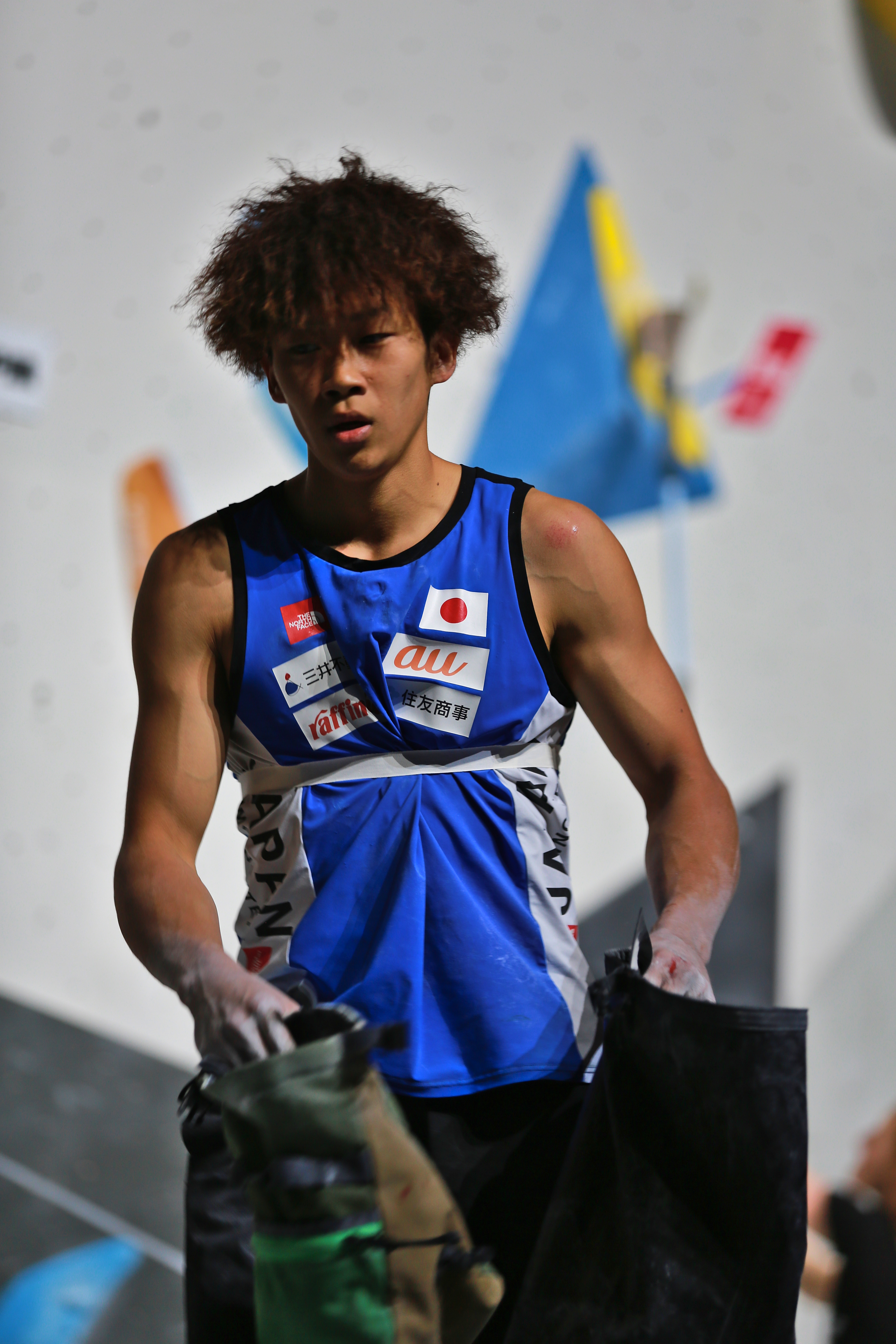
2019年アメリカ合衆国コロラド州ヴェイル「IFSC クライミング・世界選手権ボルダリング優勝　緒方良行

スポーツクライミングワールドカップ（世界選手権）などに挑戦している。
- 第7回ジャパンユース -飯田　譲　5位
- 第7回ボルダリング山梨カップ2015-安田あとり　２位
- IFSCボルダリングワールドカップ　アメリカ ベイル大会 -山内誠　９位
- IFSCボルダリングワールドカップ　中国　重慶大会 -山内誠　２９位
- IFSCボルダリングワールドカップ　中国　海陽大会 -山内誠　２０位
- IFSCリードワールドカップ　フランス　シャモニ大会 -野村真一郎　２３位
- 第70回国民体育大会関東ブロック -安田あとり　８位
- 第18回ＪＯＣジュニアオリンピックカップ -飯田譲　３位
- 第70回国民体育大会 ボルダリング　野村真一郎１７位飯田譲4位
- 第70回国民体育大会リード野村真一郎　8位 飯田譲　　　優勝
- IFSCリードアジア選手権　中国　寧波大会 野村真一郎　5位
- 2018年オーストリアインスブルック「IFSC クライミング・世界選手権ボルダリング　原田海 優勝

## 関連人物
- 宮守健太－山岳部OB元主将-セブンサミッツ計画。2009年5月18日チョモランマ登頂。
- 田中康典－山岳部OB、セブンサミッツ計画登攀隊長。2009年5月18日チョモランマ登頂。
- 落合正治－山岳部OB、セブンサミッツ計画　隊長　チョモランマでは凍傷で手の指すべてを失う。
- 鈴木隆志－セブンサミッツ計画、現役大学生だった。ヴィンソン・マシフ峰登頂は世界で二番目の若さ。[10]
- 安田あとり-2011年第6回 ボルダリング・ジャパンカップ （長崎市）準優勝
- 山内誠-2014年ボルダリングジャパンカップ優勝
- 原田海－2018年オーストリアインスブルック「IFSC クライミング世界選手権」ボルダリング優勝！
- 緒方良行－2019年アメリカ・ヴェイル「IFSC クライミング・ワールドカップ」ボルダリング優勝！[11]